# Österleden, Helsingfors

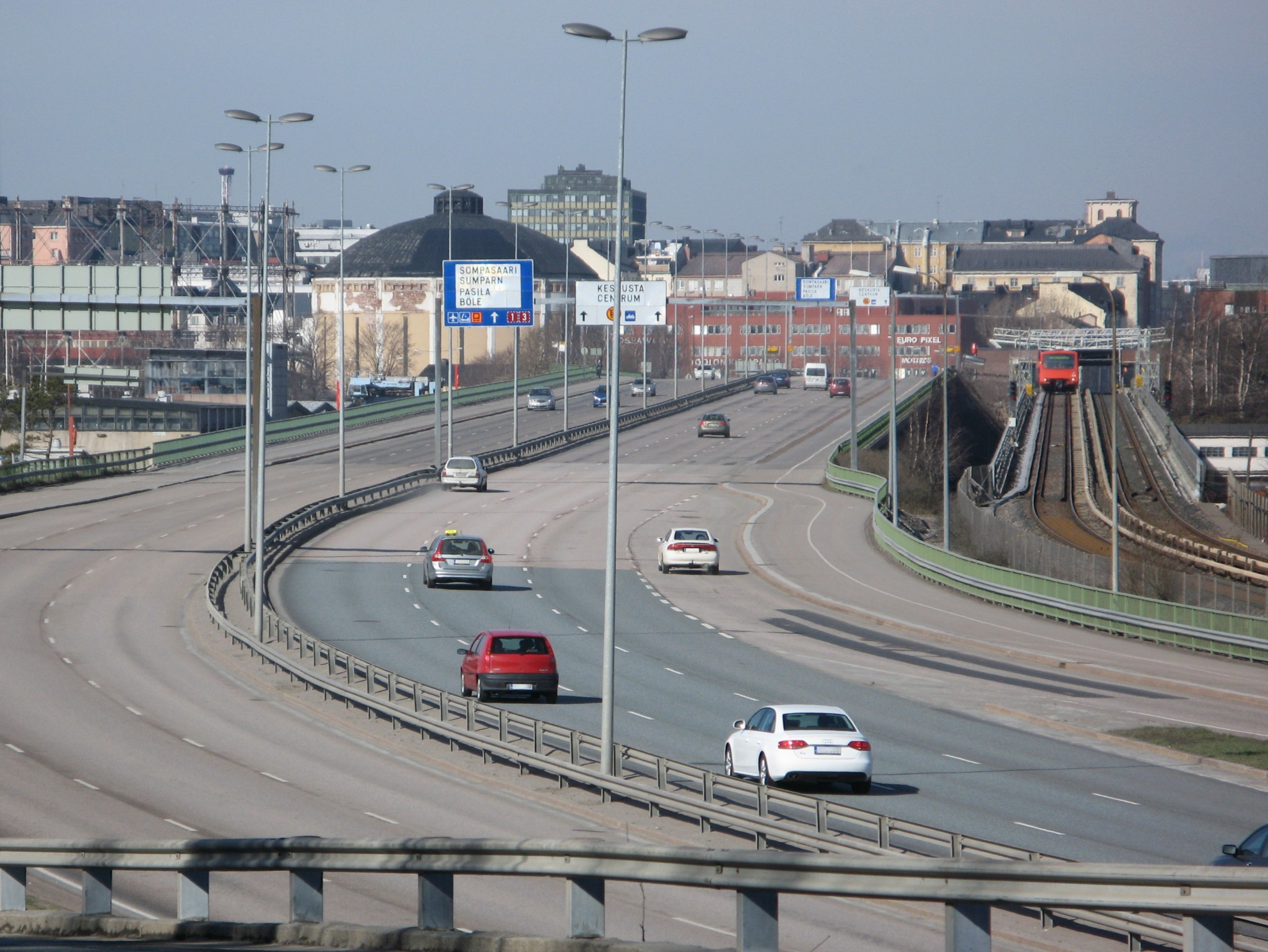
Brändö bro

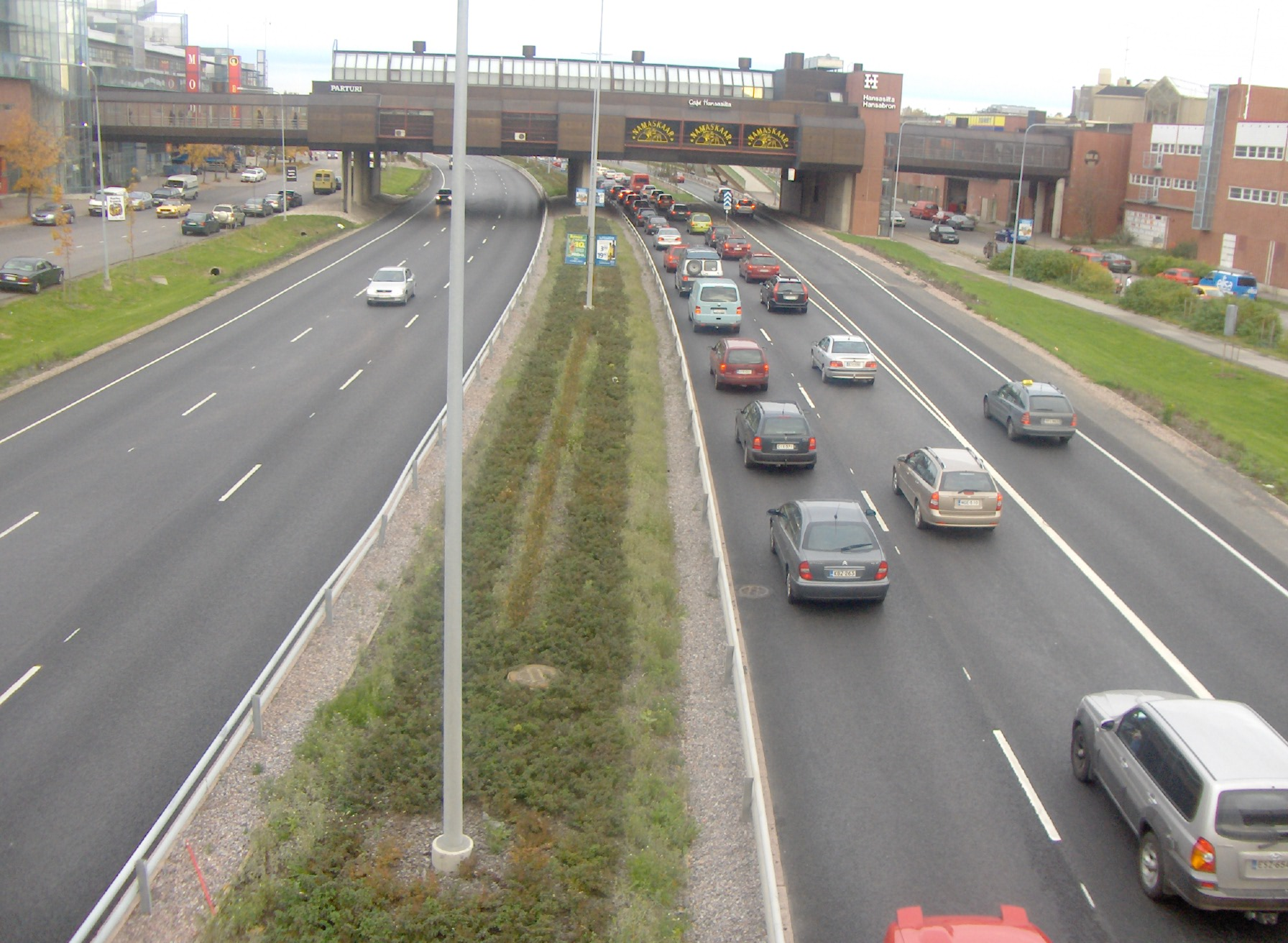
Österleden vid Östra centrum

Österleden (fi. Itäväylä) är en utfartsväg från Helsingfors centrum med numreringen Regionalväg 170. Vägen utgjorde den gamla vägen till Borgå, men sedan Borgåleden blivit klar har Österleden en mera lokal betydelse. Mellan sin början i Sörnäs ända till Östra centrum är Österleden motorvägsaktig, men har inte motorvägsstatus på grund av snäva kurvor och korta accelerationsfält. Österut från Östra centrum till Borgå är vägen en blandning av landsväg och förortsled. 
Redan på 1960-talet led Österleden av häftiga trafikstockningar, eftersom den var den enda rutten in till Helsingfors centrum från de nya förorterna i öster. Tack vare att Helsingfors metro blev klar år 1982 och byggdes bredvid Österleden har trafikstockningarna minskat betydligt trots att vägen inte har breddats. Man kunde också frigöra Järnvägstorget i Helsingfors centrum, som fungerade som parkeringsplats för bussar, när den direkta busstrafiken på Österleden upphörde och trafiken togs över av metron. 

## Avfarter
Avfarter från Helsingfors centrum:
|                                       | Nr | Trafikplats       | Korsande väg               | Skyltning                                |
| ------------------------------------- | -- | ----------------- | -------------------------- | ---------------------------------------- |
| 170 Stadsmotorväg (3+3)               |    |                   |                            |                                          |
|                                       |    |                   | Sörnäs strandväg           |                                          |
|                                       |    |                   | Upplagsgatan Gasverksgatan | Lahtis, Kotka                            |
|                                       |    |                   | Industrigatan              | Centrum, Böle, Sumparn                   |
|                                       | '  | Brändö bro        |                            |                                          |
|                                       |    | (endast västerut) | Brändövägen                | Brändö, Högholmen                        |
|                                       |    | (endast österut)  | Brändö parkväg             | Brändö                                   |
|                                       |    | (endast västerut) | Svetsaregatan              | Hertonäs strand                          |
|                                       |    |                   | Brobyggarvägen             | Hertonäs S, Degerö, Oljehamn             |
|                                       |    |                   | Igelkottsvägen             | Hertonäs N, Kasåker                      |
|                                       |    |                   | Viksvägen                  | Vik                                      |
|                                       |    | (endast österut)  | Filarvägen                 | Kasåker                                  |
|                                       |    | (endast västerut) | Maruddsvägen               | Östra centrum                            |
|                                       |    |                   | 101 Ring I                 | Ring I, Nordsjö, Botby gård, Botbyhöjden |
| 170 Landsväg (2+2)                    |    |                   |                            |                                          |
|                                       |    |                   | Karhulavägen               | —                                        |
|                                       |    |                   | Borgherrevägen             | —                                        |
| 170 Landsväg (1+1)                    |    |                   |                            |                                          |
|                                       |    |                   | Västerkullavägen           | Mellungsbacka                            |
|                                       |    |                   | Kallviksvägen              | Nordsjö                                  |
|                                       |    |                   | 50 Ring III                | Ring III, Kotka                          |
| 170 Fortsätter som landsväg mot Borgå |    |                   |                            |                                          |